# Мали Гољи
Мали Гољи (хрв. Mali Golji, итал. Goglia Piccola) је насељено место у општини Света Недеља, Истарска жупанија, Хрватска.

## Историја
До територијалне реорганизације у Хрватској били су у саставу старе општине Лабин.

## Становништво
У попису становништва из 2011. године, Мали Гољи су имали 110 становника.
| Број становника према пописима | Број становника према пописима | Број становника према пописима | Број становника према пописима | Број становника према пописима | Број становника према пописима | Број становника према пописима | Број становника према пописима | Број становника према пописима | Број становника према пописима | Број становника према пописима | Број становника према пописима | Број становника према пописима | Број становника према пописима | Број становника према пописима | Број становника према пописима |
| ------------------------------ | ------------------------------ | ------------------------------ | ------------------------------ | ------------------------------ | ------------------------------ | ------------------------------ | ------------------------------ | ------------------------------ | ------------------------------ | ------------------------------ | ------------------------------ | ------------------------------ | ------------------------------ | ------------------------------ | ------------------------------ |
| 1857                           | 1869                           | 1880                           | 1890                           | 1900                           | 1910                           | 1921                           | 1931                           | 1948                           | 1953                           | 1961                           | 1971                           | 1981                           | 1991                           | 2001                           | 2011                           |
| 0                              | 0                              | 0                              | 25                             | 18                             | 16                             | 0                              | 0                              | 130                            | 133                            | 131                            | 129                            | 106                            | 117                            | 110                            | 110                            |

Напомена: Од 1890. до 1910. исказивано под именом Чернуљево, односно Черњулево. Године 1857, 1869, 1921. и 1931. подаци су садржани у насељу Цере, а 1880. у насељу Вели Гољи.